# Prasinocyma nereis
Prasinocyma nereis là một loài bướm đêm trong họ Geometridae.